# 플래티넘 블론드
플래티넘 블론드(Platinum Blonde)는 미국에서 제작된 프랑크 카프라 감독의 1931년 영화이다. 로레타 영 등이 주연으로 출연하였고 해리 콘 등이 제작에 참여하였다.

## 출연

### 주연
- 로레타 영
- 로버트 윌리엄스

### 조연
- 진 할로우
- 할리웰 홉스
- 레지날드 오웬
- 에드먼드 브리즈
- 도널드 딜러웨이
- 월터 캐틀렛
- 클로드 앨리스터